# Marge vs. the Monorail
Marge vs. the Monorail, anomenat Marge contra el monorail a Espanya i Marge contra el monorriel a Hispanoamèrica, és el dotzè episodi de la quarta temporada d'Els Simpson i va ser emès originalment el 14 de gener de 1993. L'argument gira entorn de la compra d'un monorail a un estafador, per part de la ciutat de Springfield, i al disgust de Marge per aquesta adquisició. Va ser escrit per Conan O'Brien i dirigit per Rich Moore. Com convidats especials, mentre que Phil Hartman interpreta Lyle Lanley, Leonard Nimoy s'interpreta a si mateix.

## Sinopsi
Després de ser atrapat per l'EPA abocant residus nuclears al parc de la ciutat, el senyor Burns és multat amb tres milions dòlars. Immediatament es manté una reunió municipal perquè els ciutadans puguin decidir com gastar els diners, però la Marge suggereix usar-ho per arreglar el carrer principal, que està en males condicions. La ciutat es mostra entusiasmada amb aquesta idea i està a punt de votar, quan de sobte s'escolta una xiulada i un afable estrany anomenat Lyle Lanley suggereix que la ciutat compri un monorail. Aquest ho fa mitjançant una cançó, que convenç a la ciutat de realitzar aquesta compra.

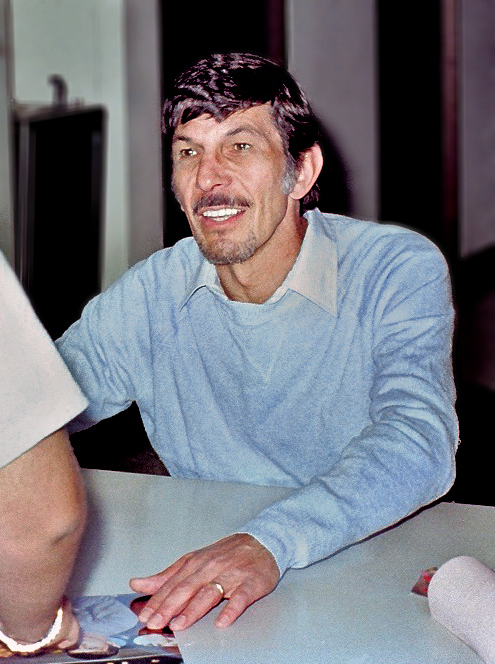
Leonard Nimoy el 1980. S'interpreta si mateix en aquest episodi.

Encara que Lanley va aconseguir convèncer a tota la ciutat, incloent a l'escèptica Lisa, Marge està preocupada per aquesta adquisició, i creu que el monorail és insegur. Mirant la TV, el Homer veu un anunci que li suggereix que convertir-se en conductor del monorail i immediatament ho accepta, argumentant que aquest era el somni de tota la seva vida. Després d'un curs "intensiu" de tres setmanes, Homer és nomenat conductor del monorail. Preocupada, la Marge decideix visitar a Lyle Lanley i descobreix un quadern que revela les veritables intencions de Lanley sobre escapar amb una maleta plena de diners mentre tots estan desnonats. Marge immediatament maneja a North Haverbrook, lloc que Lanley va esmentar com un dels seus anteriors compradors de monorrails. Una vegada que arriba, la Marge descobreix que la ciutat està en ruïnes, i que aquells que continuen vivint allí neguen que alguna vegada hagin tingut un monorail, malgrat que la ciutat es troba coberta d'aquests anuncis. Mentre explora, coneix a Sebastian Cobb, l'home que va dissenyar el monorail de Lanley. Aquest li explica a la Marge que Lanley sol reduir costos durant la construcció, i que tot allò és una estafa.
Tota la ciutat assisteix al viatge inaugural del monorail, incloent-hi Leonard Nimoy. Lanley agafa els seus diners i salta a un taxi, que el porta a l'aeroport. El monorail surt just abans de l'arribada de la Marge i Cobb. En principi les coses es desenvolupen sense problemes, però els controls comencen a funcionar malament, causant una acceleració perillosa per part del monorail. L'alcalde Joe Quimby i el Cap Wiggum es barallen per veure qui s'encarregarà de la situació i després comencen a examinar quin poder tenen. Ningú sap com detenir el monorail i encara que és aturat breument per un eclipsi solar, quan s'acaba, el tren arrenca de nou. Mentrestant, el vol de Lanley fa una escala breu no programada a North Haverbrook (on havia posat un altre monorrail), on un grup de locals l'ataquen immediatament. De nou a Springfield, Cobb li diu a Homer que per detenir el tren, necessita trobar un àncora. Homer agafa la “M” geganta del monorail, situada a un costat del monorail, i la utilitza com un àncora. Finalment, aquesta es trava en una rosquilla geganta, aturant el monorail i salvant els passatgers. Mentre són rescatats, Marge esmenta altres estafes en les quals la ciutat ha caigut, que inclouen una escala elèctrica que condueix cap a enlloc, un gratacel fet amb pals de paletes i una lupa de 30 metres de diàmetre.

## Producció
En principi Conan O'Brien va suggerir aquest episodi a Al Jean i Mike Reiss durant una reunió. Aquests van dir que l'episodi era una mica absurd i van pensar que O'Brien hauria de provar altres coses abans. Anteriorment, Conan havia suggerit episodis com «La Lisa té una rival» i «La Marge aconsegueix un treball en la Planta i Burns s'enamora d'ella»; a tots dos els va anar bé. Quan O'Brien els ho va presentar, James L. Brooks «va quedar absolutament enamorat» d'aquest episodi.

## Recepció
Sovint, aquest episodi és considerat com un dels millors d'Els Simpson. El 2003, Entertainment Weekly va llançar una llista dels 25 millors episodis en la qual va situar a aquest en el 4t lloc, argumentant que "podria dir-se que l'episodi té el major índex de gags per minut dels Simpson, i tots aquests són extremadament graciosos". En el seu llibre Planet Simpson, Chris Turner va nomenar a l'episodi com un dels seus cinc favorits. The Quindecim, un diari universitari, va fer el seu propi top 25, nomenant a "Marge vs. the Monorail" com el segon gran episodi de la sèrie. En 2006, IGN va nomenar a l'episodi com el millor de la quarta temporada. El lloc web de la BBC diu "Un episodi insuperable. És difícil saber per on començar a repartir - l'aparició especial de Leonard Nimoy, la cançó del monorail, la narració de la Marge, el vagó ple de crispetes..." Vanity Fair va dir que aquest és el tercer millor episodi del xou, a causa de, "Un sorprenent número musical; Leonard Nimoy en una aleatòria aparició especial... A més d'estar replet d'acudits excel·lents, aquest episodi revela la mentalitat de la ciutat i la seva falta de raó col·lectiva. Aquest és l'episodi que més defineix a Springfield".